# NGC 6880
NGC 6880 is een balkspiraalstelsel in het sterrenbeeld Pauw. Het hemelobject werd op 27 juni 1835 ontdekt door de Britse astronoom John Herschel.

## Synoniemen
- ESO 73-37
- AM 2013-710
- IRAS 20142-7100
- PGC 64479